# Nostima carinata
Nostima carinata är en tvåvingeart som beskrevs av Canzoneri och Raffone 1987. Nostima carinata ingår i släktet Nostima och familjen vattenflugor.
Artens utbredningsområde är Kenya. Inga underarter finns listade i Catalogue of Life.